# کنیسه آسیابان
کنیسه آسیابان مربوط به اواخر دوره قاجار است و در اصفهان، محله جوباره، خیابان کمال، کوچه شهید توتونی واقع شده و این اثر در تاریخ ۲۰ اردیبهشت ۱۳۸۶ با شمارهٔ ثبت ۱۹۰۷۵ به‌عنوان یکی از آثار ملی ایران به ثبت رسیده است.